# 布莱诺
布莱诺（法語：Bléneau，法語發音：[bleno] ⓘ）是法国勃艮第-弗朗什-孔泰大区约讷省的一个市镇，属于欧塞尔区。

## 地理
布莱诺（47°42'6"N, 2°56'56"E）面积39.41 平方千米，位于法国勃艮第-弗朗什-孔泰大區约讷省，该省份为法国中北部内陆省份，西接卢瓦雷省，西北接塞纳-马恩省，南至涅夫勒省，东临科多尔省，东北与奥布省接壤。
与布莱诺接壤的市镇（或旧市镇、城区）包括：尚瑟夫赖、布勒托、尚普莱、尚皮涅勒、罗尼-莱塞特埃克吕斯、圣普里韦。

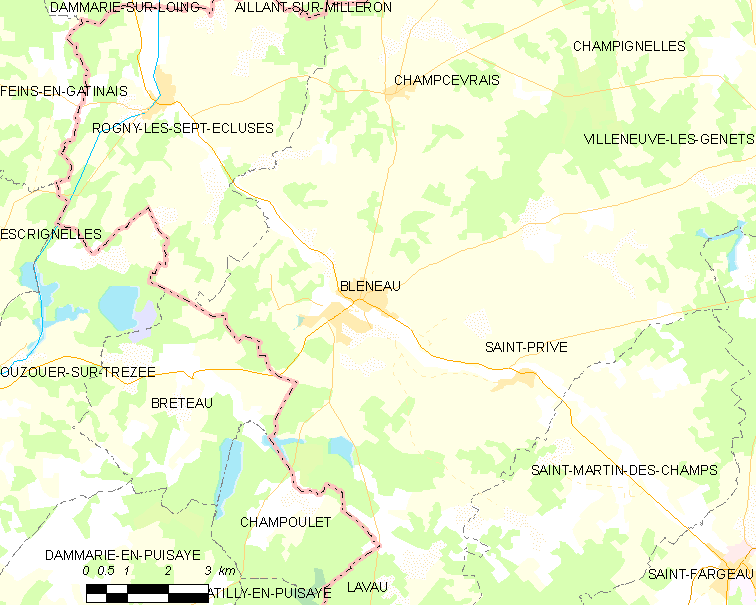
布莱诺的OSM定位图

布莱诺的时区为UTC+01:00、UTC+02:00（夏令时）。

## 行政
布莱诺的邮政编码为89220，INSEE市镇编码为89046。

## 政治
布莱诺所属的省级选区为皮赛中心县。

## 人口

1962-2008年间布莱诺人口变化图示

布莱诺于2022年1月1日时的人口数量为1146人。